# Episodi di Jurassic World - Nuove avventure (terza stagione)
La terza stagione della serie animata Jurassic World - Nuove avventure, composta da 10 episodi, è stata interamente pubblicata sul servizio di streaming on demand Netflix il 21 maggio 2021.
| nº | Titolo originale        | Titolo italiano                  | Pubblicazione  |
| -- | ----------------------- | -------------------------------- | -------------- |
| 1  | View from the Top       | Vista dall'alto                  | 21 maggio 2021 |
| 2  | Safe Harbor             | Un porto sicuro                  | 21 maggio 2021 |
| 3  | Casa De Kenji           | Villa Kenji                      | 21 maggio 2021 |
| 4  | Clever Girl             | Una ragazza intelligente         | 21 maggio 2021 |
| 5  | Eye of the Storm        | L'occhio del ciclone             | 21 maggio 2021 |
| 6  | The Long Run            | Un'impresa rischiosa             | 21 maggio 2021 |
| 7  | A Shock to the System   | Una doccia fredda                | 21 maggio 2021 |
| 8  | Escape from Isla Nublar | Fuga da Isla Nublar              | 21 maggio 2021 |
| 9  | Whatever It Takes       | A qualunque costo                | 21 maggio 2021 |
| 10 | Stay on Mission         | Non perdere di vista la missione | 21 maggio 2021 |

## Vista dall'alto
- Titolo originale: View from the Top
- Diretto da: Leah Artwick
- Scritto da: Lindsay Kerns

### Trama
Dopo diversi tentativi di lasciare l'isola diversi in zatera ma viene distrutta da un onda , i cagliak ma gli squali li attacherebero attrati dalle vibrazioni create dai remi, due volte le girosfere ma queste affondano , yaz una volta a proposto di trovare un elicottero e di imparare a pilotarlo infatti hanno trovato un elicottero ma yaz stessa lo ha fatto schiantare e la folle idea di Brooklynn di tornare nei tunnel di manutenzione pieni di dinosauri e trovare un telefono, il gruppo decide di cercare i rifornimenti necessari per costruire una seconda zattera, a seguito di un tentativo fallito che ne ha distrutto la prima. Prima di viaggiare verso un punto più alto dell'isola noto come Lookout Point, il gruppo si separa: Brooklynn, Yaz, Kenji e Sammy che partono su una cabinovia funzionante, mentre Darius rimane indietro per capire cosa sta succedendo ad un Ben nervoso e aggressivo. Dopo aver parlato con Darius, questi rivela che non vuole lasciare Bumpy sull'isola se vengono salvati ma sente qualcosa in avvicinamento e lui , darius e bumpy si allontanano si scopre che e un ceratosaurus che forse era a caccia  ma  improvvisamente viene attaccato e ucciso da una creatura sconosciuta. A Lookout Point, Brooklynn, Yaz, Kenji e Sammy vengono attaccati da un branco di Dimorphodon che hanno fatto il nido al Lookout Point come visto nella seconda stagione gli pteranodon hanno nidificano sulle montagne a est cosi i dimorphodon hanno scelto come luogo di nidificazione le montagne a ovest dove si trova il Lookout Point. Mentre Kenji e Sammy salgono sulle cabine, Brooklynn e Yaz usano i deltaplani per scappare. Tornati insieme, Kenji e Sammy rivelano di aver trovato la barca dei defunti Mitch e Tiff vicino alla riva dell'isola, e che questa può anche sostenere Bumpy. Mentre festeggiano, una misteriosa creatura di nome "E750" inizia a uccidere i dinosauri, infatti si vede l'ombra della creatura sul corpo morto di un ceratosaurus.

## Un porto sicuro
- Titolo originale: Safe Harbor
- Diretto da: Michael Mullen
- Scritto da: Rick Williams

### Trama
Trovato un modo per salire sulla barca, il gruppo scopre che è quasi senza gasolio, ma che può essere rifornita dall'altra parte dell'isola. Una volta lì, il gruppo organizza una festa sul molo. Di notte, la barca viene stranamente danneggiata con un buco sopra la linea di galleggiamento e si cerca del materiale per ripararlo. Nel frattempo, Darius, insieme a Brooklynn, decide di vendicarsi di Kenji e di un suo scherzo, mentre Sammy cerca di fare amicizia con Bumpy. A causa di una nebbia troppo fitta, il gruppo non è in grado di vedere diversi Ouranosaurus che li circondano, e così vengono attaccati. Nuovamente riuniti, riescono a tornare sulla barca, usano del nastro adesivo per riparare la foratura e si allontanano dal molo dopo aver spaventato gli Ouranosauri usando i fuochi d'artificio. Al mattino dopo, Sammy diventa buona amica di Bumpy semplicemente dandogli degli snack con gentilezza poi Darius, Kenji e Brooklynn indagano sul comportamento strano dei dinosauri, i compsognathus spariscono dal campo e gli ouranosaurus nostanmente erbivori che dovrebbero essere pacifici si sono comportati  aggressivamente e li hanno cacciati via e occupano un area che non dovrebe interesargli visto che non ci sono piante da mangiare, mentre nella giungla la misteriosa creatura E750, nella nebbia, uccide due ouranosaurus.  

## Villa Kenji
- Titolo originale: Casa De Kenji
- Diretto da: Eric Elrod
- Scritto da: Sheela Shrinivas, Bethany Armstrong Johnson, Lindsay Kerns, Rick Williams

### Trama
Per riparare il buco sulla barca, il gruppo si reca in un attico sull'isola di proprietà del padre di Kenji. Dopo che diversi Monolophosaurus entrano nei locali e li attaccano, Darius, Brooklynn e Kenji saltano giù dal condotto dell'ascensore mentre Yaz, Ben e Sammy scappano attraverso le prese d'aria e arrivano in un garage. Lì, i tre trovano del sigillante, benzina da più veicoli, usano una limousine per scappare e ritrovano il resto del gruppo. All'interno dell'isola, un drone viene distrutto dalla creatura "E750".

## Una ragazza intelligente
- Titolo originale: Clever Girl
- Diretto da: Leah Artwick
- Scritto da: Zack Stentz

### Trama
Dopo aver letto che il sigillante asciuga in 48 ore, il gruppo si separa; Darius, Yaz e Kenji cercano un Compsognatus che ha rubato la loro bussola, e Brooklynn e Sammy indagano sul significato di "E750". Al centro visitatori, Darius, Yaz e Kenji vengono attaccati all'improvviso da "Blue" (la Velociraptor di Owen Grady). Dopo un inseguimento, Blue finisce bloccata sotto un veicolo, e i tre decidono comunque di salvarla. Nel frattempo, Brooklynn e Sammy trovano la stanza "E750" e diversi video preregistrati dal dottor Henry Wu, che rivelano che l'omonima creatura è un ferocissimo e deforme dinosauro ibrido nota come "Scorpius Rex" che Wu ha creato prima del Indominus Rex. Lo scienziato aveva poi ibernato la creatura, perché Masrani non era convinto della riuscita dell'esperimento soprattutto per l ' aspetto troppo brutto da farla diventare una attrazione e la Scorpius rex ha attacato il Dr Wu ma gli altri scienziati lo hanno salvato grazie a un antidoto, ma Brooklynn e Sammy scoprono che ora che la corrente elettrica e distrutta anche la capsula criogenica ha perso potenza perciò la Scorpius Rex è fuggita ed è libera nell'isola.   

## L'occhio del ciclone
- Titolo originale: Eye of the Storm
- Diretto da: Michael Mullen
- Scritto da: Bethany Armstrong Johnson

### Trama
A seguito di un'improvvisa fuga precipitosa dei dinosauri, Darius trova il corpo di un Gallimimus morto nascosto in  un albero. Con Brooklynn e Sammy ancora fuori a indagare, Yaz e Kenji cercano Ben dopo che è scomparso e lo trovano a nutrire Bumpy. Riuniti, i giovani campeggiatori fanno i bagagli per lasciare l'isola, ma a causa di un forte temporale, i loro piani vengono sospesi. I ragazzi preparano un recinto elettrificato contro gli attacchi della Scorpius Rex, ma questi riesce a superarlo grazie alle sue abilità di arrampicarsi su gli edifici e alberi e trova i ragazzi grazie alla sua vista termica, e così il gruppo cerca un modo per scappare, finendo però intrappolato nello stesso recinto. Per fortuna, la Scorpius Rex fugge dopo aver sentito altri dinosauri in lontananza. Mentre il gruppo si calma, notano che Sammy è stata colpita dagli aculei dalla Scorpius Rex, e che ha perso i sensi.

## Un'impresa rischiosa
- Titolo originale: The Long Run
- Diretto da: Eric Elrod
- Scritto da: Sheela Shrinivas

### Trama
Rendendosi conto che gli aculei sono velenosi, Yaz si reca nella stanza "E750" dei laboratori dell'isola, alla ricerca di un antidoto per Sammy, mentre Brooklynn e Kenji si prendono cura di lei. Intanto Darius e Ben decidono di creare una grande esplosione per distrarre la Scorpius Rex, per aumentare le chance di Yaz. Trovato l'antidoto, Yaz cerca di sfuggire alla Scorpius Rex che nel frattempo le sta dando la caccia, ma si sloga la caviglia dopo aver saltato un ruscello, permettendo alla creatura di raggiungerla. Per fortuna, grazie all'esplosione realizzata da Darius e Ben a Lookout Point, la Scorpius Rex viene distratta e se ne va. Tornata dal gruppo, Yaz dà a Sammy l'antidoto, salvandole la vita.

## Una doccia fredda
- Titolo originale: A Shock to the System
- Diretto da: Leah Artwick
- Scritto da: Bethany Armstrong Johnson, Rick Williams

### Trama
Ben lascia il gruppo per ritrovare Bumpy. Darius si assume il compito di ritrovare Ben e raggiungere gli altri alla barca entro l'alba, dicendo loro di partire se non fossero arrivati in tempo. Ben salva Darius da una caduta, e insieme ritrovano Bumpy, dopodiché si preparano a tornare sulla barca. Tuttavia, Ben rivela a Darius la sua decisione personale di rimanere sull'isola: i due discutono e litigano. Poco dopo, Bumpy trova un branco di Ankylosaurus che lo accoglie, difendendola anche dall'attacco della Scorpius Rex e nessuno degli ankylosaurus viene avvelenato o ferito grazie alle loro dure corazze che rende impossibile alla scorpius rex di avvelenarli con gli aculei o mordegli e graffiarli, facendo così capire a Ben che la cosa migliore per lei sarebbe quella di lasciarla con loro. Brooklynn, Yaz, Kenji e Sammy realizzano che Darius e Ben sono in ritardo, ma promettono di non lasciare l'isola senza di loro. Si trovano ad affrontare una fuga precipitosa di Parasaurolophus bioluminescenti inseguiti dalla Scorpius Rex; salgono a bordo della barca dopo essere scappati e aspettano l'arrivo degli altri due amici. Verso l'alba, in corsa verso la barca, Darius e Ben scoprono che in realtà ci sono due Scorpius Rex sull'isola, venendo circondati da entrambe le creature.

## Fuga da Isla Nublar
- Titolo originale: Escape from Isla Nublar
- Diretto da: Michael Mullen
- Scritto da: Lindsay Kerns

### Trama
Circondati dalle due Scorpius Rex, Darius e Ben sono intrappolati. Tuttavia, invece di ucciderli, le Scorpius Rex combattono tra loro e i due ragazzi scappano. Brooklynn, Yaz, Kenji e Sammy scendono dalla barca per cercare i loro amici; li trovano, ma vengono attaccati da una Scorpius Rex, che li costringe a rifugiarsi al vecchio centro visitatori di Jurassic Park. All'interno però vi trovano l'altra Scorpius Rex, che li insegue anche nelle cucine dove si nascondono (una palese citazione alla scena con i velociraptor del primo film della saga, Jurassic Park). Vengono raggiunti dalla velociraptor Blue e dalla Scorpius Rex che li aveva in precedenza costretti a trovare rifugio nel centro visitatori. La lotta tra i tre dinosauri e il crollo del centro visitatori consentono ai ragazzi e a Blue e i compsognatus di mettersi in salvo, mentre le due Scorpius Rex rimangono uccise dalle macerie ripristinando l ' equilibrio del isola e i dinosauri si comportano di nuovo normalmente i compsognathus tornano  al campo , gli ouranosaurus  tornano  a  essere  erbivori  pacifici e lasciano il molo e i monolophosaurus tornano a essere solitari. I ragazzi tornano alla barca, e inizialmente Ben li saluta, ancora deciso a rimanere sull'isola, salvo poi ripensarci tuffandosi in mare e raggiungendo gli amici a nuoto. L'episodio si conclude con l'arrivo di alcuni elicotteri militari, che intimano ai protagonisti di attraccare la barca al molo e scendere.

## A qualunque costo
- Titolo originale: Whatever It Takes
- Diretto da: Eric Elrod
- Scritto da: Joanna Lewis, Kristine Songco

### Trama
Il gruppo di ragazzi appena tornati sul isola scopre che gli elicotteri trasportano mercenari armati, i quali non si trovano lì per salvarli. Ben, Kenji e Sammy salgono su un elicottero composta da un pilota femmina e un mercenario di nome hansen che li aiuta a salire , ma prima che riescano a salire gli altri tre, giunge sul molo la  Tyrannosaurus Rex che mentre c'erano le Scorpius rex forse aveva paura di essere una loro preda e a deciso di rimanere nella sua tana a main streat ma ora che le Scorpius rex sono morte e di nuovo il super carnivoro dell'isola  è stata attratta dal rumore delle pale del elicottero, che divora il mercenario hansen  e costringe la pilota dell'elicottero  al decollo per sfuggire al dinosauro, mentre Darius, Brooklynn e Yaz riescono a salvarsi dalla T-Rex addentrandosi nell'isola nella giungla ma, quando sta per attaccare Darius e Brooklynn, sente una voce e una luce. Arrivati poi alla main street, assistono a quella che è la scena iniziale del film Jurassic World - Il regno distrutto un  tecnico sta controllando i cancelli della laguna dove insieme a un elicottero  con almeno cinque persone infatti c'è un altra squadra di due persone in un sottomarino nella laguna ma poi vengono mangiati dal mosasaurus. Passa un dilophosaurus tra la vegetazione ma scappa subito; il tecnico inizia a chiudere i cancelli della laguna; uno dei tizi sull'elicottero vede qualcosa di enorme  avvicinarsi tra gli alberi che si scuotono; il tecnico non sapendo che quelli nel sottomarino sono morti chiede di tornare indietro; poi l'equipaggio dell'elicottero gli dice di salire a bordo; due fulmini illuminano la scena rivelando la t-rex e il tecnico scappa e si aggrappa alla scaletta ma la t-rex l'afferra ma per fortuna si salva ma appare il mosasaurus e lo divora. Successivamente, un altro elicottero con il dottor Henry Wu e altri tre mercenari arriva sull'isola. Darius, Brooklynn e Yaz li vedono, ma rimangono nascosti per capire le loro intenzioni: Wu intende recuperare il portatile contenente il suo lavoro sui pericolosi dinosauri ibridi o un campione di DNA di indominus rex, lo stesso laptop dove Brooklynn e Sammy hanno scoperto l'esistenza della Scorpius Rex, e i ragazzi vogliono impedirglielo. L'elicottero sul quale si trovavano Ben, Kenji e Sammy nel frattempo è stato attaccato da alcuni pteranodon  e i campeggiatori dicono al pilota di spegnere la luce all'inizio è diffidente ma poi lo fa e i pteranodon se ne vanno e la pilota ringrazia e chiede da quanto tempo sono qui e sammy chiede qunto tempo ce stato l incidente di jurassic world e la pilota dice sei mesi capendo ai ragazziche sono rimasti sul isola per mezzo anno. Poi si schiantano su un albero dopo aver incontrato un brachiosaurus, il pilota muore e cade a terra e il corpo viene mangiato da carnivori come compsognathus, proceratosaurus, dilophosaurus, monolophosaurus, pteranodon, dimorphodon o la velociraptor blue, ma i ragazzi sono riusciti a salvarsi. Nei laboratori, Darius, Brooklynn e Yaz riescono a recuperare il computer di Wu prima di lui, wu e due dei mercenari arrivano nei laboratori nella ricerca del laptop trovano la cella criogenunica della Scorpius Rex distrutta e fa preoccupare wu temendo che se e scappata allora dice di accelerarele ricerche uno dei mercenari sugerisce di trovare e catturare la Scorpius rex per il loro capo ma wu dice no spegando che la Scorpius rex e troppo imprevedibile e aggresiva e spiega se riuscise a recuperare il laptop creerebe una versions migliore e perfetta della Scorpius rex poi viene rivelato il nome del loro capo mils che taglierebe le tesste dei mercenari se non trovassero il latop,  ma uno dei mercenari, Hawkes, riesce a catturare la povera Brooklynn, la quale riesce però a passare il portatile a Darius dicendo disperatamente a lui e Yaz di scappare via.
Questo episodio e incrociato agli eventi dell inizio di jurassic world il regno distrutto e si scopre che sono coinvolte più persone o dinosauri  come visto nel film e forse la pilota è il mercenario hansen abbiano deciso di imbarcare i ragazzi per consegnarli a mils perche erano testimoni del operazione e anche perche mils stesso e menzionato da wu e quando wu dice di poter creare una versione migliore della Scorpius Rex forse a menzionato indirettamente l ' indoraptor 

## Non perdere di vista la missione
- Titolo originale: Stay on Mission
- Diretto da: Leah Artwick
- Scritto da: Rick Williams

### Trama
I mercenari cercano di catturare Darius e Yaz, ma durante la ricerca uno di essi di nome Reed viene divorato dai due Baryonyx, Caos e Limbo. Darius e Yaz si ricongiungono con Ben, Kenji e Sammy, e insieme decidono di copiare i dati del dottor Henry Wu per avere le prove per poterlo incriminare, utilizzando la chiavetta USB che Sammy aveva lasciato a Camp Cretaceous, e che aveva portato sull'isola quando si era infiltrata come spia. Kenji è in ansia per la sorte di Brooklynn, così dopo che i dati sono stati copiati sulla USB di Sammy, ma prima che finisca la cancellazione degli stessi dal laptop di Wu, ruba il portatile per restituirlo al dottor Wu e salvare la ragazza. Wu, Brooklynn e i mercenari ritornano all'elicottero nel laboratorio  vengono  attacati da due monolophosaurus, durante il viaggio si imbattono in un fiume; all'inizio Wu e i mercenari pensano di addentrarsi nella giungla anche se Brooklynn dice che è piena di carnivori, quelli di piccoli dimensioni, Compsognathus, proceratosaurus, dilophosaurus, monolophosaurus, quelli di dimensioni medie teratophoneus, carnotaurus, majungasaurus, baryonyx, allosaurus, ceratosaurus, becklespinax, suchomimus e i rettili volanti pteranodon  e dimorphodon cosi attraversano un tronco bagnato. Haweks, Brooklynn e Wu riescono ad attraversalo ma l'ultimo mercenario cade e Brooklynn tenta di salvarlo ma Haweks lo lascia indietro e poi può aver incontrato la morte per mano di un baryonyx o un suchomimus visto che sono semiacquatici e incontrano un parasaurolophus lux, Kenji li raggiunge per consegnare il laptop in cambio di Brooklynn, ma arrivano Ben, Bumpy e gli altri anchilosauri per impedire che il portatile torni nelle mani di Wu, e il laptop viene distrutto nel caos generato. Il dottore e Hawkes se ne vanno con l'elicottero, dopo aver scoperto che il resto del gruppo i cinque del elicottero su main street è riuscita a raccogliere un campione di DNA di Indominus Rex che fornisce gli stessi dati del laptop, lasciando Darius e i suoi amici sull'isola. Questi salutano Bumpy e tornano alla barca, tutti entusiasti salvo Kenji, arrabbiato con i suoi amici (specie con Darius) perché a parer suo hanno messo a rischio la vita di Brooklynn per ottenere i dati con cui incriminare il dottor Henry Wu ed evitare così la creazione di nuovi ibridi. L'episodio finisce con i protagonisti in viaggio verso la Costa Rica, ma dall'interno di una cabina provengono degli strani rumori, facendo intuire che vi sia un dinosauro a bordo.